# Station Vaeshartelt
Station Vaeshartelt is een voormalige stopplaats op de Spoorlijn Aken - Maastricht. Het station werd geopend op 23 oktober 1853 en gesloten op 15 mei 1935. Het stationsgebouw was een houten abri, die bestond uit twee delen van verschillende hoogte.
In de nabijheid van het station lagen twee wachtposten.
Richterich ·
Vetschau ·
9: Bocholtz ·
13: Simpelveld ·
Over-Eijs ·
16: Eys-Wittem ·
19: Wijlre-Gulpen ·
22: Schin op Geul ·
Oud Valkenburg ·
25: Valkenburg ·
28: Houthem-Sint Gerlach ·
Vroenhof ·
31: Meerssen ·
Rothem ·
Vaeshartelt ·
Mariënwaard ·
34: Maastricht Noord ·
Limmel ·
37: Maastricht